# Wheeler (Oregon)
Wheeler az Amerikai Egyesült Államok északnyugati részén, Oregon állam Tillamook megyéjében helyezkedik el.
A 2010. évi népszámlálási adatok alapján a városnak 414 lakója van. A város teljes területe 1,35 km², melynek 100%-a szárazföld.

## Történet
Az egykori malomvárost 1910-ben alapította névadója, Coleman H. Wheeler favágó, az 1912-ben alapított Wheeler Lumber Company. Wheeler 1920-ban elhunyt.
A 70-es évekbeli gazdasági válság következtében sok helyi vállalkozás megszűnt; a 90-es évek elején ezért megalapították a Wheeler Business Associationt, melynek feladata a város gazdasági fellendítése volt.

## Éghajlat
A városban a környékhez képest sok csapadék hull; a legcsapadékosabb a november–január, legszárazabb a július–augusztus közötti időszak. A legmelegebb hónap augusztus, a leghidegebb pedig december.
| Hónap                         | Jan.  | Feb.  | Már. | Ápr. | Máj. | Jún. | Júl. | Aug. | Szep. | Okt. | Nov.  | Dec.  | Év    |
| ----------------------------- | ----- | ----- | ---- | ---- | ---- | ---- | ---- | ---- | ----- | ---- | ----- | ----- | ----- |
| Rekord max. hőmérséklet (°C)  | 20,6  | 22,8  | 22,8 | 28,9 | 38,3 | 33,3 | 38,9 | 38,9 | 36,1  | 33,3 | 26,7  | 20,6  | 38,9  |
| Átlagos max. hőmérséklet (°C) | 11,1  | 12,2  | 13,3 | 14,4 | 16,7 | 18,3 | 20,0 | 20,6 | 20,6  | 17,2 | 13,3  | 10,6  | 15,7  |
| Átlaghőmérséklet (°C)         | 7,0   | 7,5   | 8,3  | 9,4  | 11,7 | 13,6 | 15,0 | 15,3 | 14,2  | 11,7 | 8,9   | 6,4   | 10,8  |
| Átlagos min. hőmérséklet (°C) | 2,8   | 2,8   | 3,3  | 4,4  | 6,7  | 8,9  | 10,0 | 10,0 | 7,8   | 6,1  | 4,4   | 2,2   | 5,8   |
| Rekord min. hőmérséklet (°C)  | −17,2 | −15,0 | −7,8 | −5,0 | −3,9 | −0,6 | 1,1  | 0,6  | −2,8  | −7,2 | −10,0 | −15,6 | −17,2 |
| Átl. csapadékmennyiség (mm)   | 343   | 254   | 246  | 180  | 119  | 91   | 36   | 33   | 76    | 175  | 351   | 335   | 2239  |
| Forrás: The Weather Channel   |       |       |      |      |      |      |      |      |       |      |       |       |       |

## Népesség

### 2010
A 2010-es népszámláláskor a városnak 414 lakója, 197 háztartása és 97 családja volt. A népsűrűség 307,4 fő/km². A lakóegységek száma 289, sűrűségük 214,6 db/km². A lakosok 96,6%-a fehér, 0,2%-a indián, 0,5%-a ázsiai, 0,2%-a a csendes-óceáni szigetekről származik, 1,2%-a egyéb-, 1,2% pedig kettő vagy több etnikumú. A spanyol vagy latino származásúak aránya 3,4% (2,7% mexikói, 0,2% Puerto Ricó-i, 0,5% pedig kubai).
A háztartások 14,7%-ában élt 18 évnél fiatalabb. 35% házas, 10,7% egyedülálló nő, 3,6% pedig egyedülálló férfi; 50,8% pedig nem család. 40,1% egyedül élt; 15,3%-uk 65 éves vagy idősebb. Egy háztartásban átlagosan 1,87 személy élt; a családok átlagmérete 2,4 fő.
A medián életkor 57,4 év volt. A város lakóinak 12,3%-a 18 évesnél fiatalabb, 3,4% 18 és 24 év közötti, 18,6%-uk 25 és 44 év közötti, 34,3%-uk 45 és 64 év közötti, 31,4%-uk pedig 65 éves vagy idősebb. A lakosok 46,1%-a férfi, 53,9%-uk pedig nő.

### 2000
A 2000-es népszámláláskor a városnak 391 lakója, 176 háztartása és 93 családja volt. A népsűrűség 209,7 fő/km². A lakóegységek száma 244, sűrűségük 130,8 db/km². A lakosok 93,09%-a fehér, 0,77%-a indián, 1,79%-a ázsiai, 1,79%-a egyéb-, 2,56% pedig kettő vagy több etnikumú. A spanyol vagy latino származásúak aránya 2,81% (2% mexikói, 0,3% Puerto Ricó-i, 0,5% pedig egyéb spanyol/latino származású).
A háztartások 16,5%-ában élt 18 évnél fiatalabb. 44,9% házas, 6,8% egyedülálló nő; 46,6% pedig nem család. 35,8% egyedül élt; 13,1%-uk 65 éves vagy idősebb. Egy háztartásban átlagosan 1,98 személy élt; a családok átlagmérete 2,54 fő.
A város lakóinak 14,3%-a 18 évnél fiatalabb, 6,4%-a 18 és 24 év közötti, 19,9%-a 25 és 44 év közötti, 31,7%-a 45 és 64 év közötti, 27,6%-a pedig 65 éves vagy idősebb. A medián életkor 50 év volt. Minden 18 évnél idősebb 100 nőre 91,4 férfi jut.
A háztartások medián bevétele 29 000 amerikai dollár, ez az érték családoknál $31 161. A férfiak medián keresete $26 364, míg a nőké $21 451. A város egy főre jutó bevétele (PCI) $16 535. A családok 10,9%-a, a teljes népesség 16,2%-a élt létminimum alatt; a 18 év alattiaknál ez a szám 13,6%.

## Fordítás
Ez a szócikk részben vagy egészben  a   Wheeler, Oregon című angol Wikipédia-szócikk ezen változatának fordításán alapul.  Az eredeti cikk szerkesztőit annak laptörténete sorolja fel. Ez a jelzés csupán a megfogalmazás eredetét és a szerzői jogokat jelzi, nem szolgál a cikkben szereplő információk forrásmegjelöléseként.